# Jon Skolmen

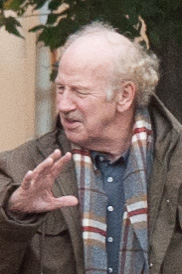
Jon Skolmen (2010)

Jon Skolmen (* 1. November 1940 in Oslo; † 28. März 2019 ebenda) war ein norwegischer Schauspieler, Komiker und Moderator.

## Leben
Nach seinem Schulabschluss und Studium war Skolmen eine kurze Zeit als Aushilfslehrer und Sportlehrer tätig. 1960 hatte er sein erstes Debüt auf der Bühne in einer Revue zusammen mit Einar Schanke. Zwischen 1963 und 1981 war er beim NRK tätig. Zunächst fing er dort als einfacher Produktions- und Regieassistent an, ab 1967 war er bei der Kinder- und Jugendabteilung und 1970 für das Entertainment zuständig. Des Weiteren bekam er seine ersten eigenen Sendungen beim NRK und war parallel auch als Schauspieler tätig. Mit dem Kurzfilm The Nor-Way to Broadcasting des NRKs gewann er als Drehbuchautor mit Co-Autor Trond Kirkvaag die Goldene Rose und Spezialpreis der Stadt Montreux bei der Rose d’Or sowie den Chaplin-Preis.
Skolmen fand auch im benachbarten Schweden ein großes Publikum als wichtiger Nebendarsteller in der Filmkomödie Sällskapsresan und in deren vier Fortsetzungen als Ole Bramserud, der norwegische Kumpel des Hauptcharakters Stig Helmer-Olsson, wo er zusammen mit dem schwedischen Schauspieler Lasse Åberg in diesen Rollen auftrat. In den 1980er Jahren hatte Skolmen auch in der beliebten schwedischen Sketch-Comedy-Show Nöjesmassakern mehrere Auftritte und wirkte bei der Revue Dizzie Tunes in Schweden und Norwegen mit.
Weiterhin spielte er in einigen norwegischen Film- und Fernsehproduktionen. So hatte er 1984 einen Auftritt in der norwegischen Olsenbande als Wachmann im Munch-Museum in dem Film …men Olsenbanden var ikke død! und 1986 eine Rolle in dem Film Plastposen, zu dem er auch das Drehbuch schrieb und in dem er Regie führte. In dem norwegischen Film Alexander trat er als Onkel Donkel auf, in dem Thriller von 1993 Ferien mit einer Leiche spielte er einen Polizeibeamten.
Bis 2007 arbeitete Skolmen wieder mit seinem ehemaligen Partner Trond Kirkvaag zusammen an der Sitcom Luftens Helter des NRKs, die erst kurz vor dem Tod Kirkvaags eingestellt wurde.
Jon Skolmen ist der Vater der Schauspieler Christian und Tine Skolmen sowie der Bruder der Regisseurin Eli Skolmen Ryg. Weiterhin ist er der Onkel der Schauspielerinnen Anne Ryg und Hege Schøyen. Mit seiner Nichte Hege Schøyen spielte er 1991 zusammen in der schwedischen Komödie Den ofrivillige golfaren, wo er als deren Liebhaber auftrat, weswegen auf einige Liebesszenen verzichtet werden musste. Seine letzten Auftritte hatte er 2011 in der Serie Norwegische Gemütlichkeit und in der Tragikomödie The Stig-Helmer Story als Ole.
Für sein Lebenswerk erhielt Skolmen 2009 den Komiprisen (Komikerpreis) als Ehrenpreis und den Hedersprisen.

## Filmografie
- 1971: Lekestue (Fernsehserie)
- 1972: Fleksnes fataliteter
- 1976: The Nor-way to Broadcasting (Kurzfilm, hier auch Drehbuchautor)
- 1978: Julkalendern
- 1980: Sällskapsresan
- 1981: Männerhaushalt (Sølvmunn)
- 1984: …men Olsenbanden var ikke død!
- 1985: Sällskapsresan 2 – Snowroller
- 1986: Plastposen (auch Drehbuchautor und Regisseur)
- 1986: Alexander
- 1988: S.O.S. – En segelsällskapsresa
- 1988: Folk og røvere i Kardemomme by
- 1991: Den ofrivillige golfaren
- 1993: Minns Ni?
- 1993: Fortuna
- 1993: Ferien mit einer Leiche (Hodet over vannet)
- 1995: Mitt sanna jag
- 1996–1997: D'ække bare, bare Bernt (Comedy-Serie)
- 1998: Skolmenholmen
- 1999: Hälsoresan – En smal film av stor vikt
- 1999: Jul i Blåfjell (Weihnachtsserie)
- 2007: 5 løgner
- 2007: Luftens Helter
- 2009: Göta kanal 3 – Kanalkungens hemlighet
- 2011: Umeå4ever
- 2011: The Stig-Helmer Story
- 2011: Norwegische Gemütlichkeit (Koselig med peis, Fernsehserie)
- 2012: Julekongen (Fernsehserie)